# Hannibal Gheddafi
Hannibal Gheddafi (Tripoli, 20 settembre 1975) è un politico libico.

## Biografia
Hannibal Mu'ammar Gheddafi (in arabo هانيبال القذافي‎?, Hānībāl al-Qadhdhāfī) è il figlio quartogenito dell'ex dittatore libico Muʿammar Gheddafi: in virtù della sua nascita è stato inserito nell'entourage politico della Libia fintanto che il regime paterno non è crollato sotto la spinta della guerra civile libica. È stato il primo consulente marittimo della General National Maritime Transport Company (GNMTC), un'impresa di trasporto marittimo controllata dallo Stato libico. Nel 1999 ha ottenuto un master in business administration alla Copenhagen Business School. Sposato con la ex modella libanese Aline Skaf (Sbaal, 1980), in Europa ha fatto parlare di sé per le sue infrazioni, rimaste quasi sempre impunite. Il 30 agosto 2011 il governo algerino ha affermato che Hannibal, con i fratelli ʿĀʾisha, Mohammed e Hanna, ha attraversato il confine libico-algerino alle ore 8:15 (ora locale) nei pressi di Gadames. Al 2015 risulta essere rifugiato in Oman insieme alla madre Safia Farkash, al fratellastro Muḥammad e alle sorelle ʿĀʾisha e Hanna.

## Trascorsi giudiziari
Nel 2001 di passaggio a Roma, esce ubriaco da una discoteca e colpisce alcuni poliziotti italiani con un estintore, mandandoli all'ospedale. Nessuna procedura contro di lui viene inoltrata dall'Italia, perché Hannibal Gheddafi è allora in possesso di un passaporto diplomatico che gli conferisce l'immunità. Nel 2003 a Roma, aiutato dalle sue guardie del corpo, malmena sei fotografi e li lascia sulla strada. Nel 2004 a Parigi viaggia a 140 chilometri orari contromano sugli Champs-Élysées. Quando la polizia interviene, le sue guardie del corpo, su suo ordine, colpiscono gli agenti francesi, ferendone uno in modo grave. Nessun procedimento viene inoltrato nei suoi confronti perché protetto dal passaporto diplomatico.
Nel 2005 viene condannato a quattro mesi di reclusione da un tribunale parigino per aver percosso sua moglie Aline Skaf, allora incinta, e per aver aggredito la polizia e i medici accorsi sul posto in aiuto della vittima. Non sconterà la sua pena. Nel 2007 risulta implicato in un traffico di prostitute sulla Costa Azzurra. Nel 2008 all'Hotel Président Wilson di Ginevra percuote due domestici marocchini del proprio staff. La polizia del Canton Ginevra, giunta sul posto per dar seguito alla denuncia, lo arresta e lo tiene recluso per due giorni, liberandolo solo dopo il versamento di una cauzione.
Lamentatosi con il padre per il trattamento subito, Muʿammar Gheddafi fa arrestare per rappresaglia due uomini d'affari elvetici attivi nel paese nordafricano e propone all'Assemblea generale delle Nazioni unite lo smembramento della Svizzera, generando un grave incidente diplomatico fra la Svizzera e la Libia. Nel 2009 a Londra mentre soggiorna in un albergo, colpisce la moglie Aline al viso, provocandole la frattura del naso. Colpisce anche i poliziotti giunti sul posto, allertati dalle grida della donna. Invoca l'immunità diplomatica e non viene arrestato.
La polizia londinese trattiene brevemente le sue guardie del corpo per aver intralciato l'agire dei poliziotti. Nel 2011 la domestica Shweyga Mullah, dipendente di Hannibal, viene ritrovata in condizioni disperate da una troupe della CNN in un complesso residenziale dei Gheddafi. Shweyga ha raccontato di aver rifiutato di picchiare la figlia di Aline e Hannibal che continuava a piangere. Aline a questo punto «Mi ha trascinato in bagno», ha detto Shweyga, «mi ha legato i piedi e le mani dietro la schiena. Poi mi ha tappato la bocca e iniziato a versare acqua bollente sul capo».

## Dopo la guerra civile
Dopo essere fuggito in Algeria, ad Ottobre 2012 si rifugia in Oman, insieme alla madre, al fratellastro Muḥammad e alla sorella ʿĀʾisha . In seguito, il 14 Dicembre 2015 viene arrestato in Libano con l'accusa di nascondere informazioni sulla scomparsa di Musa al-Sadr, e al 2021 risulta ancora detenuto in Libano